# Демидово (Рыбинский район)
Демидово — деревня в Шашковской сельской администрации Назаровского сельского поселения Рыбинского района Ярославской области .
Деревня расположена на правом берегу реки Жидогость, к северу от автомобильной дороги Шашково — Тутаев. На противоположном левом берегу стоит деревня Бурнаково. Выше по течению находятся деревни Куликово (на том же берегу), и Паулино (на противоположном берегу). Ниже на том же берегу деревня Петряево, которая стоит в устье безымянного правого притока .
На 1 января 2007 года в деревне не числилось постоянных жителей . Деревня обслуживается почтовым отделением в Шашково. По почтовым данным в деревне 2 дома .